# Мірний Іван Іванович
Іва́н Іва́нович Мі́рний (нар. 30 серпня 1872, Самотоївка — пом. 17 березня 1937, Прага) — український політик доби УНР. У період Гетьманату і Директорії УНР очолював канцелярію Міністерства закордонних справ України. Був членом Української партії соціалістів-федералістів.

## Біографія
Народився в слободі Самотоївка Краснопільської волості Охтирського повіту Харківської губернії.
Вищу освіту здобув у Петербурзькому університеті, закінчивши 1898 року юридичний факультет.
Фахову діяльність розпочав у місцевих установах Міністерства фінансів. Спочатку працював податковим інспектором в Умані, а з 1910 р. — у Києві, згодом очолив відділ Київської фінансової палати. Він був членом українських студентських, громадських і політичних організацій у Києві, зокрема, Товариства «Просвіта», Українського клубу і клубу «Родина», місцевого осередку Товариства українських поступовців. Під час Першої світової війни брав участь в акціях «Общества помощи населению Юга России, пострадавшему от военных действий», що допомагало біженцям з Галичини, був співробітником Комітету Південно-Західного фронту Всеросійського союзу міст.
У квітні 1917 року обраний до Української Центральної Ради від просвітницьких організацій Києва. Належав до Української радикально-демократичної партії (УРДП, згодом УПСФ). На початку квітня 1917 брав участь у роботі Всеукраїнського національного конгресу, на якому його обрали до складу Центральної Ради. Невдовзі став заступником губернського комісара Київщини. Наприкінці листопада 1917 року призначено заступником виконувача обов'язків Генерального писаря УНР.
Від 22 січня 1918 року входив до складу Ради Народних Міністрів УНР, в якій займав пост Державного писаря.
У період Гетьманату і Директорії УНР очолював канцелярію Міністерства закордонних справ України.
1919 року входив до складу делегації УНР на Паризьку мирну конференції 1919—1920 років.
1920 року — співробітник представництва екзильного уряду УНР у Берліні.
Від 1924 року перебував у Празі. Був директором канцелярії Українського вищого педагогічного інституту, співпрацював у багатьох періодичних виданнях.
Восени 1936 Іван Іванович захворів на грип, проте продовжував працювати. Ускладнення від хвороби далися взнаки. 17 березня 1937 р. він помер від саркоми лімфатичної системи. Помер у Празі.
Дружина Зінаїда Мірна (уроджена Хильчевська) — громадська діячка.

## Вшанування
На честь Івана Мірного в його селі Самотоївка 23 червня 2013 р. відкрито меморіальну дошку